# 네덜란드 왕립도서관

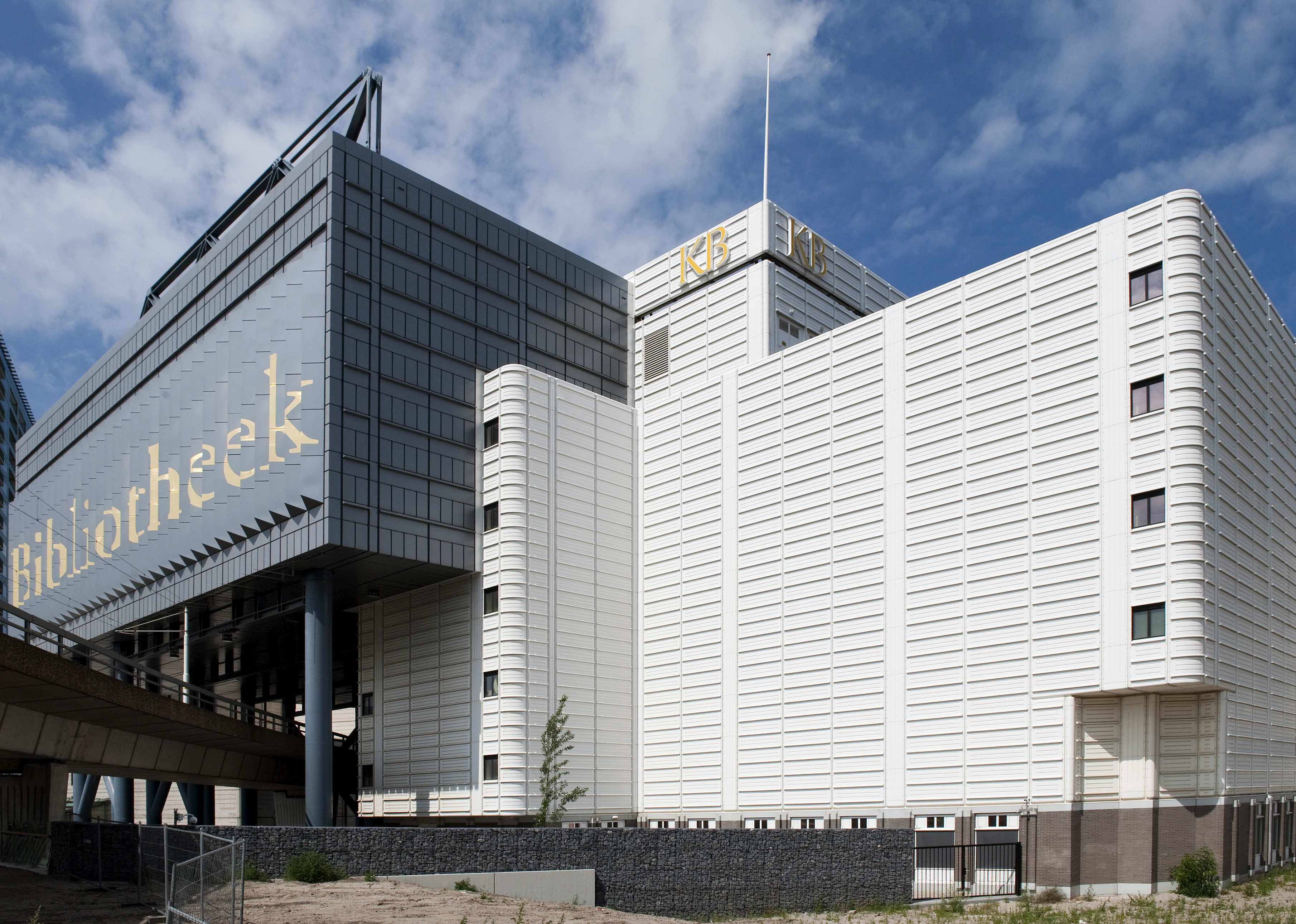
네덜란드 왕립도서관

네덜란드 왕립도서관(네덜란드어: Biblioteka Kombëtare)은 1798년 네덜란드 헤이그에 위치한 왕립도서관이다.

## 같이 보기
- 유럽 도서관